# Atelognathus
Atelognathus é um gênero de anfíbios da família Batrachylidae.
As seguintes espécies são reconhecidas:
- Atelognathus ceii Basso, 1998
- Atelognathus nitoi (Barrio, 1973)
- Atelognathus patagonicus (Gallardo, 1962)
- Atelognathus praebasalticus (Cei & Roig, 1968)
- Atelognathus reverberii (Cei, 1969)
- Atelognathus salai Cei, 1984
- Atelognathus solitarius (Cei, 1970)